# 仁賀保挙誠
仁賀保 挙誠（にかほ きよしげ）は、戦国時代から江戸時代前期の武将、大名。出羽国由利郡の南部を支配した。実名は文書上確認されるのは「光誠（みつしげ）」であり、これは次男の誠政が将軍徳川家光の「光」の字を憚り、代わりに「挙」の字を当てたためと考えられている（自身も光政から名を誠政に変えている）。なお『寛政重修諸家譜』では、挙誠を「たかのぶ」と読ませている。
仁賀保氏は通字に「挙」を、家紋に「一文字に三つ星」をそれぞれ使用するため大江氏との関係を指摘する旨もあるが、「挙」の通字は文書上は確認されない。これは大井姓が誤伝により大江と伝えられ、これによるものであると考えられる。仁賀保氏はその家系は断続的ながら文書上に確認されており、「光長」「光誠」など「光」が通字であったのであろう。また、家紋は「一文字に三つ星」の他に「松葉菱」も使用しており、大井氏の流れを汲むのはほぼ確実である。

## 仁賀保氏の成立
仁賀保氏は清和源氏小笠原氏流の大井氏の流れを汲み、その祖先は元々は信濃大井荘の領主であった大井朝光である。朝光は叔母である大弐局より出羽国由利郡を相続し、その縁で由利郡に信濃大井氏が繁栄することとなる。鎌倉時代初期、大井氏は信濃大井荘を本貫の地とし、地頭代を派遣して由利郡を支配していた。これは鎌倉時代末期まで続いていたと考えられる。当初は「津雲出郷」と呼ばれた矢島郷（現在の由利本荘市矢島町付近）を支配した矢島氏が地頭代であったらしい。矢島氏の祖と考えられる大井政光と仁賀保氏の祖と考えられる甲斐守光長は兄弟であるらしく、光長の孫の友光の代には仁賀保郷（現在のにかほ市付近）に進出していたらしい。仁賀保氏の菩提寺である禅林寺にはこの時代からの位牌が残っている。
後、建武の新政・南北朝などの混乱期を経て、由利郡は大井氏からの独立の気運があったと考えられ、それを制するために新たに地頭代として任命されて由利郡に移住してくる者達が多く居たようである。特に、後に赤尾津（あかおつ）氏とも呼ばれる小介川（こすけがわ）氏は大井氏の分家として、由利郡の北から雄物川河口部にかけて勢力を広げ、室町時代中期には醍醐寺三宝院門跡領を横領するほど勢力を増した。友光の四男の友挙は彼らを説圧するために鎌倉より下されたと伝えられる。
無論、当時の東北地方の政治状況から勘案すれば、事は簡単なものではなく、関東管領・出羽探題・室町幕府の思惑が複雑に絡んだものであったと考えられる。当時の大井宗家の当主である持光は鎌倉公方足利成氏の外祖父にあたり、関東管領である上杉氏と対立関係にあった。また、醍醐寺の荘園を横領した大井氏の分家の小介川氏（赤尾津氏）の存在もあり、上杉氏と近い関係にあった大井氏分家の友挙の由利郡下向は、非常に政治的なものであったのだろう。
友挙の子の大和守挙政は、主な領地名である仁賀保郷を以って「仁賀保」を名字とした。仁賀保の名は大永4年（1524年）の長尾為景宛斯波政綿書状の中に出てきており、この時代、仁賀保氏は中央政権に対して馬の献上をもしていたらしき事が推察される。
挙政の子の挙久は優れた人物で、兵を庄内地方に進め、日本海に浮かぶ飛島を切り取るなど活躍したが、矢島氏との戦いに敗れて討死したことにより仁賀保氏は衰退した。この時代、北出羽では湊安東氏、小野寺氏は京都御扶持衆であり、仁賀保氏は定かではないが、同じ由利郡の国人領主である滝沢氏が京都に代官所を持っていた事、御用商人の来訪などからしても、中央政権に近い有力な国人領主としての地位を確立していたらしい。

## 挙誠の登場
挙誠は仁賀保氏がお家騒動と敗戦により当主が挙久から4代続けて非業の死を遂げた後に、一族である赤尾津氏から養子に入った仁賀保氏中興の祖である。仁賀保氏は歴代、山内上杉家またその分家の越後上杉家、長尾氏と関係が深く、本庄氏や大宝寺氏らと共に上杉氏の影響を受けていたらしい。上杉謙信の死後、長尾上杉氏の影響下にあった出羽庄内の大宝寺氏当主の大宝寺義氏が独立を目指すと、仁賀保氏は大宝寺氏らと戦うことになる。また、義氏は仙北の小野寺義道と同盟し、背後より矢島氏に仁賀保氏を攻めさせた。この為仁賀保氏は国力を大きく落とし、天正10年（1582年）頃より翌11年（1583年）にかけ、義氏に何度か大きく攻め込まれた。このため、仁賀保氏は5代当主の重挙が死亡後、独自に当主を立てられなかったものと考えられる。6代当主の八郎が没した後、仁賀保宮内少輔など有力な一族が居たにもかかわらず、挙誠が赤尾津氏より養子に入ったのは、赤尾津氏を支援した安東愛季の意思が働いたものか。
挙誠が家督を継いだ天正13年（1585年）の時点の仁賀保氏は、小野寺氏の有力一族である西馬音内（にしもない）氏の娘を娶っていた矢島満安と鋭く敵対していたが、出羽庄内地方に最上義光が勢力を伸ばし、上杉方の大宝寺氏と戦闘を繰り返しており、背腹両面に敵を受けるわけには行かないので、矢島満安と和睦し、庄内戦に専念した。この頃、大宝寺義氏は重臣の東禅寺義長の謀反によって殺され、義氏の弟の義興が当主となっていた。義興と東禅寺義長が対立しており、更には大宝寺氏を本庄繁長・上杉景勝が、東禅寺氏を最上義光がそれぞれ支援していた。この戦いは本庄繁長が庄内に攻め込み、東禅寺義長を討ち取り最上軍を殲滅した事によりケリがついた。
さてこの騒動の間、最上義光は不利になりつつあった庄内での戦いを有利に進めるため、由利郡の国人領主にも使いし、自身に与同する様に要請している。この際、義光は豊臣秀吉の惣無事令を実行する代官であるという立場を強調している。無論、秀吉の威光を以って仁賀保氏らを自身の配下にしようとする魂胆であるが、あまり効果が無かった様である。仁賀保氏らは秀吉には出仕するが、義光の命令は聞かないという立場をとったようである。天正16年（1588年）になり義光は出羽探題に任ぜられたとして、再び挙誠らに圧力をかけて来たが、越後から本庄繁長が来襲して最上軍を粉砕した事は先述した。これ以後庄内は完全な上杉領となった。この時、仁賀保氏らは庄内に出兵して最上軍を駆逐して回ったらしい。この上杉軍と挙誠の動向からして、庄内の領有権は歴代上杉氏のものであり、上杉軍・仁賀保氏らは豊臣秀吉の惣撫事令に基づく天下軍として最上方を成敗したという形であったらしい。
この直後、義光は仁賀保氏らを揺さぶるためこれと敵対する矢島満安に使者を出し、これを懐柔することに成功する。挙誠らは満安の単独行動を良しとせず、奸智により矢島氏を攻め滅ぼし、矢島氏を利用して由利郡を自身の領土にしようと画策した義光の野望を挫いた。以後矢島郷は仁賀保氏領となり、秀吉の小田原征伐に加わり、仁賀保郷・矢島郷の領有を認められ、天正18年（1590年）12月24日付の知行宛行状により、由利郡南半分を領有することが決定した。
なお、天正16年（1588年）に最上軍を粉砕した本庄繁長率いる上杉軍は天下軍として賊軍を成敗するという性質を持っていたと解釈すべきである。故に仁賀保氏ら由利衆もこれに加わったものであり、再び翌天正17年（1589年）に安東氏の内紛である湊騒動に対して、由利衆は天下軍として上杉氏より派遣され、秋田実季を支援して戦を鎮めた。よって関東奥羽惣無事令が出されていたのにもかかわらず、上杉、仁賀保らの戦闘は私戦とは考えられず、天下軍であるとは考えられなかった実季は改易は免れたが、湊安東家の領土は没収され天領となった。

## 挙誠の領地
挙誠の領地は現在のにかほ市と由利本荘市矢島・鳥海地区に跨る。天正18年（1590年）に奥州仕置が行われたとき、由利郡では仁賀保氏のほか、赤尾津氏、滝沢氏、打越氏、岩屋氏、石沢氏、下村氏、根井氏、玉米氏、潟保氏らの存続が認められた。この内、石沢、下村、玉米、根井、潟保氏は文禄4年（1595年）に他氏の傘下に入ったらしい。
但し、現在にかほ市教育委員会に保管されている「仁賀保家文書」には打越氏・根井氏宛の秀吉からの知行宛行状も含まれている。両氏とも大名として存続しているので、当初から挙誠にまとめて交付され、仁賀保氏の傘下に入っていたらしきことが推察される。後に根井は完全に仁賀保氏の傘下に入り、打越氏は軍事指揮下に入ったようである。また、潟保氏配下の稲葉氏の覚書により、関ヶ原の戦いの折には潟保氏の配下が仁賀保軍に加わっていた事が確認できるので、潟保領も仁賀保氏領になっていたと考えられる。
石高は天正18年（1590年）には3,716石の記載があるが、天正20年（1592年）には8,000石強であることが確認されており、領内に設置された天領分を合わせると1万2,000石はあったものと考えられる。これに後に根井氏・潟保氏分が加わった。

## 豊臣政権下
他の奥羽の武将の例に漏れず、小田原参陣の後、挙誠は妻子を京都に人質に取られた。翌天正19年（1591年）には九戸政実の乱の討伐軍の一軍として参陣し、『奥羽永慶軍記』によれば大功を立てている。
文禄の役では肥前名護屋城に駐屯し、「おこし炭」の役をこなしている。また、牧使城攻撃の一軍として渡海する予定であったが、落城したため渡海することは無かった。文禄年間末からは北東北総ての大名に言い渡された杉材木の献上事業に豊臣政権が崩壊するまで従事した。慶長5年（1600年）の関ヶ原の戦いでは、最上義光より東軍与同の誘いを受け、同族の赤尾津氏当主の赤尾津孫次郎と共に東軍に加わり、庄内まで出陣したが、石田三成が挙兵して徳川家康が上洛すると、家康より文書を受けて後、居城に帰還している。その直後、上杉方より唆された矢島満安の遺臣が一揆を起こした為、これを討伐した。この為、庄内の上杉勢を攻めることができず、後に義光より西軍与同の嫌疑を受けた。
しかしながら石田三成が敗死した後、ただ一人徹底抗戦している景勝を攻めた。この際、上杉家臣の下次右衛門の菅野城を始め、数多くの城を攻め落とし、自身も負傷するほど力戦した。このため、後に家康から所領を安堵され、感状を与えられている。戦後、挙誠は秋田実季らと共に西軍与同の嫌疑を受け、慶長7年（1602年）、常陸国武田（現在の行方市。ひたちなか市ではない）5,000石に移封された。

## 徳川政権下
常陸武田に移封になった挙誠は常陸武田に赴き(子どもの出生記録(系図よりの)から明らかである。)、大坂冬の陣では馬廻りの一軍として出兵、翌夏の陣では淀城の守備を務めた。元和2年（1616年）に伏見城番、元和9年（1623年）には大坂城の守衛を務めた。
時の老中土井利勝の家臣に鮭延秀綱という人物が居た。秀綱は元々は最上義光の重臣であり、最上騒動に絡んで土井家に御預けになっていた。その秀綱が主君利勝の諮問に答え、関ヶ原の戦いの時の挙誠の勇戦振りを語った。これに感銘を受けた利勝の推挙により、元和9年（1623年）10月18日、挙誠は旧領仁賀保に所領を与えられ転封になった。この際、分家の打越氏にも領土の内の矢島郷を与えた様である。よって、仁賀保氏は打越領を含めると旧領をほぼ取り戻したことになる。この際、挙誠は仁賀保主馬という人物に700石与えている。分家であろうかと考えられる。
仁賀保郷に復帰し塩越城に入った翌年の寛永元年（1624年）2月14日に死去、享年65（『寛政譜』の没年は誤り）。菩提寺はにかほ市院内の禅林寺。13回忌に次男誠政と三男誠次が立てた五輪塔墓がある。同市象潟の蚶満寺にも墓があり、当初はこちらに埋葬されたとされている。東京都三田に禅林寺の末寺として同法名からとった寺の正山寺がある。
死後、仁賀保家は挙誠の遺言により、3家に分割された。しかし長男の蔵人良俊と次男誠政、三男誠次は異母兄弟であり、良俊と誠政以下の間に相続争いが起こったが、柳生宗矩の裁定により遺言どおりに分割されることが決まった。家督は長男の良俊が7,000石で継ぎ、次男の誠政に2,000石、三男誠次に1,000石の所領が分与された。次男家はニ千石家、三男家は千石家と呼ばれた。良俊は仁賀保陣屋に拠点を移し、二千石家と千石家の政務もこの陣屋で行われた。宗家は交代寄合として参勤交代をしており（ただし、良俊の在世中には交代寄合は明確には制度化されていなかった）、『梅津政景日記』などによれば、秋田久保田藩の佐竹氏とも頻繁に交流していたようである。

## 子孫
長男良俊は当初は蔵人を名乗っていたが、家督相続後、父と同じ官職の兵庫頭を名乗った。良俊に子がなかったため、仁賀保宗家は断絶となった。次男誠政の系統は、誠尚、誠信、誠依（実父都筑為政）、政春（実父桑山元武）、誠胤（実父桑山孝晴）、誠陳（実父河野通喬）、誠肫（実父仁賀保誠之）、誠昭、誠明、誠成（実父菅沼定陳）、成人と明治維新まで存続した。また、三男誠次の系統は、誠方、誠康（実父長谷川重賢）、誠之（実父長谷川重行）、誠善、誠形、誠教（実父仁賀保誠善）、誠意（実父中山信珉）、誠中（実父松平信弘）、誠愨（実父佐竹義珍）、五郎と明治維新まで存続した。また、仁賀保誠次の三男誠親も分家し、誠昌（実父井上利長）、誠道（実父長谷川重賢）、誠章（実父服部保好）、誠房、誠一と続いた。